# Скайлер-Чёрч, Анжелика
Анже́лика Чёрч (в девичестве — Скайлер, англ. Angelica Schuyler Church; 20 февраля 1756 — 6 марта 1814).
В течение шестнадцати лет она жила в Европе со своим мужем-британцем, Джоном Баркером Чёрчем, членом парламента. Она была видным представителем социальной элиты везде, где она жила, включая Олбани и Нью-Йорк, а также Париж и Лондон. Некоторые из ее переписки с выдающимися друзьями были сохранены, в том числе с Томасом Джефферсоном, Александром Гамильтоном и маркизом де Лафайетом.
Деревня и окружающий город Анжелика, штат Нью-Йорк, были названы в ее честь.

## Ранние годы
Анжелика Скайлер родилась в Олбани, провинция Нью-Йорк. Она была старшим ребенком Филипа Скайлера и его жены, Кэтрин ван Ренсселер. Ее родители были из богатых голландских семей, известных с первых колониальных дней. У нее было семь братьев и сестер, которые дожили до совершеннолетия, в том числе Элизабет Скайлер Гамильтон и Маргарита (Пегги) Скайлер ван Ренсселаер.
Анжелика достигла совершеннолетия в смутное время, предшествовавшее войне за независимость США. Из-за звания ее отца и политического положения дом Скайлеров в Олбани был местом многих собраний и военных советов, где она знакомилась со многими видными политическими деятелями.

## Личная жизнь

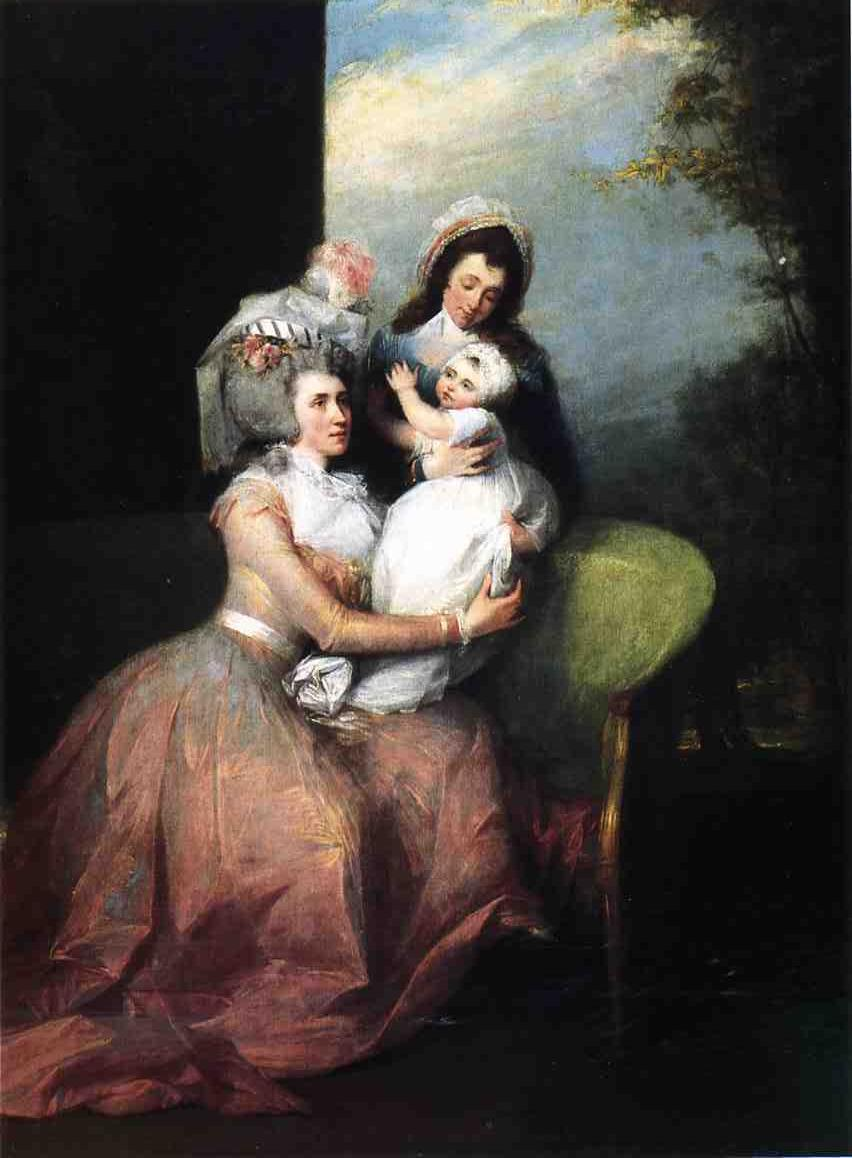

Одним из посетителей дома Скайлеров в 1776 году был Джон Баркер Чёрч (1748—1818), британский торговец, который разбогател во время войны, снабжая американские и французские армии. Во время их встречи и последующих ухаживаний Чёрч был на миссии от Континентального Конгресса, чтобы проверить записи снабжения армии. Зная, что ее отец не благословит их брак из-за его подозрений о прошлом Чёрча, Анжелика сбежала с Джоном в 1777 году. У них было восемь детей:  
- Филипп Скайлер Чёрч (1778—1861), служил адъютантом Гамильтона; женился на Анне Матильде Стюарт (1786–1865), дочери генерала Вальтера Стюарта; и был основателем канала Эри и железной дороги Эри.
- Кэтрин "Китти" Чёрч (1779—1839).
- Елизавета Матильда Чёрч (1783–1867),  вышла замуж за Рудольфа Баннера (1779—1837).
- Джон Баркер Чёрч-младший (1781—1865).
- Ричард Гамильтон Чёрч (1785—1786).
- Александр Чёрч (1792—1803).
- Ричард Стефан Чёрч (1798—1889), женился на Грейс Чёрч.
- Анжелика Чёрч (1800).

### Отношения с Гамильтоном
Есть некоторые предположения, что у Анжелики мог быть роман с Александром Гамильтоном, мужем её младшей сестры, Элизабет. Однако, это лишь предположения и вопрос остаётся более чем открытым.

## Жизнь в Европе
В 1783 году Анжелика и ее семья уехали в Европу, где они оставались в течение 16 лет, кроме кратких визитов в Америку.
С 1783 по 1785 год Анжелика и ее семья жили в Париже, в то время как Джон выполнял свои обязанности посланника США во французском правительстве. Анжелика никогда не переставала очаровывать известных, умных мужчин, с которыми она встречалась, и вскоре в Париже она подружилась с Бенджамином Франклином. Она также установила длительные дружеские отношения с Томасом Джефферсоном и маркизом де Лафайетом.
Джон и Анжелика вернулись в Америку в мае 1797 года, дабы навестить свои семьи. После чего окончательно вернулись в Нью-Йорк в 1799 году. 

## Смерть
Умерла Анжелика Чёрч 6 марта 1814 года в Нью-Йорке. Похоронена она на кладбище церкви Троицы в Нью-Йорке, неподалеку от своего младшей сестры Элизабет и её мужа.
После смерти Анжелики, Джон вернулся на родину в Англию, где и умер 27 апреля 1818 года.

## Примечание
1. ↑  Warren Roberts. A Place in History: Albany in the Age of Revolution, 1775-1825. — SUNY Press, 2010-10-15. — 363 с. — ISBN 978-1-4384-3331-8.
2. ↑  Alexander Hamilton: A Life - Willard Sterne Randall - Google Книги